# Luxemburgse staatsgreep

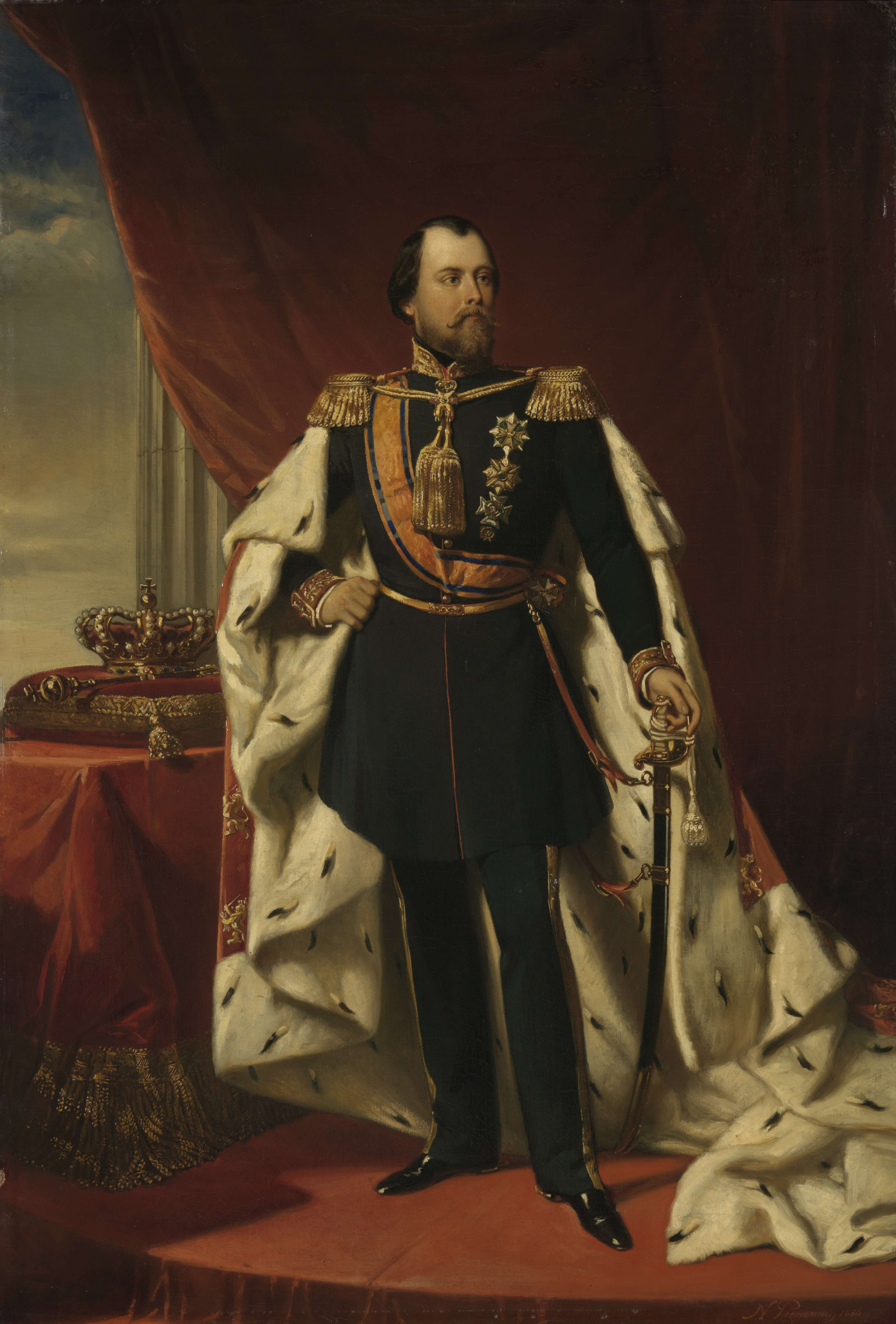
Groothertog Willem III van Luxemburg

De Luxemburgse staatsgreep, ook bekend als de Putsch van 1856, was een reactionaire revisie van de grondwet van Luxemburg in 1856 door Willem III der Nederlanden. De grondwetswijziging werd door zijn tegenstanders gezien als een staatsgreep. Ook historicus Dik van der Meulen betitelt de ingreep van Willem III in Luxemburg als een staatsgreep.

## Achtergrond
Na de Belgische Revolutie en de afscheiding van België van het Verenigd Koninkrijk der Nederlanden werd het groothertogdom Luxemburg gehalveerd, maar het groothertogdom bleef onderdeel van de Duitse Bond. Tijdens het revolutiejaar 1848 werd er een modern parlementair stelsel in Luxemburg ingevoerd onder leiding van Willem II, maar de hervormingen van Willem II vielen niet in goede aarde bij zijn zoon Willem III die hem in 1849 opvolgde als koning van Nederland en groothertog van Luxemburg. Hij stelde in  1850 zijn broer Hendrik der Nederlanden aan als stadhouder met de opdracht om verdere aftakeling van het groothertogelijk gezag te voorkomen. Willem III kwam dan ook in conflict met zijn Luxemburgse ministers en dit leidde er toe dat in 1853 het kabinet onder leiding van Jean-Jacques Willmar werd ontbonden.

## Grondwetsherziening
Op 7 oktober 1856 sprak prins Hendrik der Nederlanden, de troonrede uit en daarin werd gesproken over het herzien van de staatkundige instellingen. Er werd aangegeven dat door de veranderende machtsverhoudingen binnen de Duitse Bond de constitutie van 1848 aangepast moest worden.  De liberalen in de Kamer van Afgevaardigden reageerden furieus en stemden met 31 stemmen tegen een voorstel voor een compromis. In november verlieten zij ook de Kamer in de hoop op nieuwe verkiezingen, maar deze kwamen niet. Op 27 november 1856 ondertekende Willem III de nieuwe grondwet van Luxemburg. In de nieuwe constitutie werd de Luxemburgse pers aan banden gelegd. Ook de kieswet werd veranderd waarbij de census behoorlijk omhoog ging. Daarnaast werd de Raad van State gevormd en werd de Kamer van Afgevaardigden gereduceerd tot een statenvergadering.

## Nasleep
In de tien jaar die volgden op deze staatsgreep werd Luxemburg min of meer op absolutistische wijze geregeerd door Willem III. De situatie van het groothertogdom veranderde met de Luxemburgse kwestie van 1867. In het Congres van Londen werd besloten dat Luxemburg onafhankelijk bleef, maar vanwege het feit dat Willem III Luxemburg aan Frankrijk had willen verkopen moest hij een nieuwe grondwet in Luxemburg toestaan die de meeste wijziging van 1856 ongedaan maakte.